# دی‌ان‌ای ساتلایت
دی‌ان‌ای ساتلایت یا دی‌ان‌ای ماهواره‌ای در حدود ۱۰٪ تا ۱۵٪ توالی‌های دی‌ان‌ای تکراری ژنوم انسان را تشکیل داده و در برگیرندهٔ سری‌های بسیار بزرگی از توالی‌های دی‌ان‌ای تکراری پشت سرهم، کوتاه و نسبتاً پیچیده یا ساده می‌باشند که از لحاظ رونویسی غیرفعال بوده و پیرامون سانترومر کروموزوم‌های معینی تجمع یافته‌اند. این دسته از توالی‌های دی‌ان‌ای را می‌توان براساس سانتریفیوژشیب -چگالی به صورت یک باند جداگانه یا ماهواره از بخش اصلی دی‌ان‌ای ژنومی جدا کرد و بنابراین دی‌ان‌ای ماهواره‌ای نامیده می‌شود.
دی‌ان‌ای ماهواره‌ای جزء اصلی سانترومرهای عملکردی است و ماده اصلی ساختاری هتروکروماتین را تشکیل می‌دهد.